# Cabera monacaria
Cabera monacaria är en fjärilsart som beskrevs av Debauche 1938. Cabera monacaria ingår i släktet Cabera och familjen mätare. Inga underarter finns listade i Catalogue of Life.